# Dover Base Housing (Delaware)
Dover Base Housing je naseljeno područje za statističke svrhe u američkoj saveznoj državi Delaware. Prema popisu stanovništva iz 2010. u njemu je živjelo 3.450 stanovnika.